# Eriospermum dregei
Eriospermum dregei là một loài thực vật có hoa trong họ Măng tây. Loài này được Schönland mô tả khoa học đầu tiên năm 1910.